# Sylvain Gbohouo
Guelassiognon Sylvain Gbohouo (ur. 29 października 1988 w Bonoui) – iworyjski piłkarz występujący na pozycji bramkarza w reprezentacji Wybrzeża Kości Słoniowej. Wychowanek Séwé Sport San-Pédro. Następnie grał w kongijskim TP Mazembe i etiopskim Wolkite City FC. Znalazł się w kadrze na Mistrzostwa Świata 2014.